# Bătălia de la Harlem Heights
Bătălia de la Harlem Heights a avut loc în timpul campaniei din New York și New Jersey din cadrul Războiului de Independență al SUA. Ea s-a desfășurat în zona care astăzi reprezintă cartierele Morningside Heights și Harlem (partea de vest) din districtul Manhattan din New York City în ziua de 16 septembrie 1776.
Armata Continentală, condusă de generalul George Washington, general-maiorul Nathanael Greene și general-maiorul Israel Putnam, totalizând circa 1.800 de oameni, a păstrat mai multe poziții înalte în Manhattanul superior împotriva atacurilor unei divizii britanice cu 5.000 de oameni condusă de general-maiorul Alexander Leslie. Trupele britanice au făcut o greșeală tactică prin aceea că au pus, în timpul urmăririi, pe gorniști să sune un acord specific vânătorii de vulpi. Intenția a fost aceea de a-l insulta pe Washington, cunoscut vânător de vulpi, care învățase acest sport de la lordul Fairfax în timpul Războiului Francez și Indian. Sunetul din goarnă era unul care se cânta atunci când vulpea este fugărită de câinii de vânătoare aflați pe urmele ei. Armata Continentală, aflată într-o retragere ordonată, s-a înfuriat și a devenit hotărâtă să păstreze pozițiile. După ce i-au învăluit pe atacatorii britanici, americanii i-au împins pe aceștia încet înapoi. După retragerea britanicilor, Washington a oprit înaintarea. Bătălia a avut ca efect recâștigarea încrederii Armatei Continentale după o serie de înfrângeri. A fost prima victorie pe câmpul de luptă obținută de Washington în tot războiul.
După o lună fără lupte majore între cele două armate, Washington a fost obligat să-și retragă armata la White Plains când britanicii au ocupat comitatul Westchester și amenințau să-l încercuiască pe Washington în Manhattan. Washington a mai suferit apoi două înfrângeri, la White Plains și Fort Washington. După aceste înfrângeri, Washington și armata sa s-au retras, traversând New Jersey, în Pennsylvania. Campania din New York și New Jersey a luat sfârșit după victoriile americane de la Trenton și Princeton.